# COSMOS LANE
『COSMOS LANE』（コスモス・レーン）は、1986年12月1日に発売された松本典子のミニ・アルバム。発売元はCBSソニー。規格品番は、LP:20AH-2124 / CT:20KH-2047
。

## 解説
デビュー・シングル「春色のエアメール」のインストゥルメンタル・バージョンや、最新シングル「儀式（セレモニー）」、さらに新曲1曲を加えた全6曲を収録。
発売当時の帯コピーは、" 典子からのプライベートな贈り物 "
「悲しい探偵」以外の楽曲は『GOLDEN☆BEST Limited -松本典子-』に収録されている。

## 収録曲

### LP・CT

#### Side A
1. 春色のエアメール（INSTRUMENTAL VERSION）
作曲：EPO / 編曲：戸塚修
  - デビュー・シングルのインストゥルメンタル・バージョン。
2. 儀式（セレモニー）
作詞・作曲：中島みゆき / 編曲：戸塚修
  - 6枚目のシングルA面曲。
3. BABY'S BREATH 〜いっぱいのかすみ草〜（COSMOS VERSION）
作詞：麻生圭子 / 作曲：柴矢俊彦 / 編曲：戸塚修
  - アルバム『Straw Hat』収録曲の別バージョン。

#### Side B
1. NO WONDER
作詞：沢ちひろ / 作曲：芹澤廣明 / 編曲：鷺巣詩郎
  - 5枚目のシングルA面曲。
2. 悲しい探偵
作詞：荒木とよひさ / 作曲：三木たかし / 編曲：戸塚修
  - アルバム唯一の新曲。
3. さよならと言われて（COSMOS VERSION）
作詞：銀色夏生 / 作曲：呉田軽穂 / 編曲：戸塚修
  - 3枚目のシングルA面曲の別バージョン。

## 参考資料
- 1985.03.21 松本典子  – アイドル・ポップ・データベース
- Idol.ne.jp | 70-80年代アイドル・芸能・サブカル考察サイト